# Fome chinesa de 1942-1943
A Fome de Henan de 1942–1943 ocorreu em Henan, mais particularmente na parte oriental e central da província. A fome ocorreu no contexto da Segunda Guerra Sino-Japonesa e resultou de uma combinação de fatores naturais e humanos. Estudos quantitativos modernos colocam o número de mortos provavelmente em torno de 700.000. 15 anos depois, Henan foi atingida pela mortal Grande Fome Chinesa.

## Fome

A província de Henan na moderna República Popular da China.

### Causas
Henan já havia sofrido como resultado da guerra. Milhares de seus jovens já haviam sido recrutados. Em 1938, o governo nacionalista inundou o rio Amarelo em uma tentativa de impedir o avanço dos japoneses, inundando o leste e o centro de Henan, o centro de Anhui e o centro-norte de Jiangsu. Cerca de 400.000 a 500.000 civis do norte da China e soldados japoneses podem ter morrido de fome, doenças e inundações. Quando as tropas japonesas entraram na área, causaram muita destruição, o que contribuiu para causar a fome.
Em 1942, as chuvas de primavera e verão foram fracas, causando seca. O resultado foi que a oferta de grãos nas áreas afetadas foi bastante reduzida. Isso começou a se fazer sentir no inverno daquele ano. O historiador ambiental Micah S. Muscolino também sugere que há uma ligação entre a inundação deliberada do rio Amarelo em 1938 e a fome de 1942, já que a inundação "contribuiu para uma interrupção total dos sistemas hidráulicos e agrícolas de Henan".
As terríveis condições criadas pela fome foram vividamente descritas pelo jornalista Theodore White em uma reportagem especial escrita para a revista Time, publicada em março de 1943. O canibalismo era comum e os pais vendiam seus filhos apenas para sobreviver. As doenças se desenvolveram nessas condições, contribuindo muito para o número de mortos. Esforços de socorro foram organizados pelo governo e por missionários cristãos que operam na área.
Em seu trabalho Guerra da China com o Japão, 1937 – 1945, que é amplamente simpático para Chiang Kai-shek, Rana Mitter coloca grande parte da culpa nas mãos de funcionários locais corruptos ou incompetentes. Ele observa que Chiang anunciou uma redução na cota de grãos para Henan, mas o chefe da administração de grãos de Henan arrecadou mais do que a cota exigida de qualquer maneira. Funcionários das províncias vizinhas se recusaram a enviar o excedente de grãos para Henan. Outro exemplo dessa incompetência e corrupção vem do condado de Runan, onde um sistema de armazenamento de grãos foi instalado no início da guerra. No entanto, as autoridades de lá nunca armazenaram os grãos e os usaram para fazer negócios privados. Theodore White descreveu ter sido convidado para um banquete pelas autoridades locais que incluía iguarias como 'frango, carne, castanha d'água e três bolos com cobertura de açúcar'.
O governo de Chongqing é, no entanto, culpado por reagir lentamente e enviar papel-moeda em vez de comida para alívio. Mitter observa que a fome pode ser vista como consequência da redução da autoridade do governo nacionalista sobre as províncias à medida que a guerra se arrastava. Ele também diz que o governo de Chiang também estava relutante em pressionar ainda mais por uma redução no imposto sobre grãos quando a sobrevivência nacional estava em jogo.

### Número de mortos
Acadêmicos modernos colocam as mortes por fome em "bem menos de um milhão", provavelmente em torno de 700.000. Mais tarde, descobriu-se que a contagem oficial de 1.484.983, compilada em 1943, era grosseiramente exagerada, pois incluía perda de fertilidade (declínio nos nascimentos) e migração externa. Cálculos quantitativos descobriram que "a perda de fertilidade e o excesso de mortes teriam feito uma contribuição semelhante à perda total da população".
Outro número incorreto comum, 3 a 5 milhões de mortes, é "geralmente sem fontes ou com base nas estimativas de testemunhas oculares como Theodore White, e sempre sem referência a dados demográficos detalhados". Essa estimativa de ponta dada por acadêmicos comunistas é politicamente motivada para fazer a Grande Fome Chinesa em 1959-1961 parecer menos mortal.
Abaixo mostra a divisão do condado da contagem oficial grosseiramente exagerada de 1.484.983, compilada em 1943. Os números servem melhor como uma comparação entre os condados quanto ao nível de gravidade da fome.
| Condado           | número de mortos | Condado          | número de mortos | Condado          | número de mortos |
| ----------------- | ---------------- | ---------------- | ---------------- | ---------------- | ---------------- |
| Mengxian (孟县)   | 95.121           | Yuxian (禹县)    | 151.028          | Mudança (长葛)   | 58.802           |
| Huangchuan (潢川) | 37.392           | Xingyang (荥阳)  | 30.347           | Weishi (尉氏)    | 29.654           |
| Xinzheng (新郑)   | 34.353           | Mixian (密县)    | 34.593           | Guangwu (广武)   | 15.875           |
| Sishui (汜水)     | 14.306           | Xuchang (许昌)   | 183.472          | Lushan (鲁山)    | 13.822           |
| Lining (临颖)     | 79.715           | Xiangxian (襄县) | 118.433          | Yanling (鄢陵)   | 108.498          |
| Linru (临汝)      | 36.446           | Baofeng (宝丰)   | 11.539           | Jiaxian (郏县)   | 34.458           |
| Yancheng (郾城)   | 40.835           | Yexian (叶县)    | 103.737          | Fangcheng (方城) | 38.974           |
| Fugou (扶沟)      | 44.210           | Xihua (西华)     | 51.989           | Shanghui (商水)  | 25.899           |
| Xiangcheng (项城) | 32.147           | Shenqiu (沈邱)   | 12.815           | Dengfeng (登封)  | 23.517           |
| Shanxian (陕县)   | 19.100           | Yanshi (偃师)    | 7.916            | Total            | 1.488.993        |

## Consequências políticas
Nas áreas controladas pelos comunistas, as autoridades reduziram as cotas de grãos para os mais afetados pela seca. Mao Zedong explorou isso para fins de propaganda para retratar seu governo como mais benevolente do que o governo nacionalista. Isso foi eficaz, pois se tornou "um ponto de comparação óbvio". Os comunistas foram capazes de seguir essa política em parte porque dependiam da guerrilha e não precisavam manter um exército permanente para participar da aliança de guerra.

## Legado
A fome chinesa de 1942-1943 foi referida como 'a fome esquecida da China', ofuscada pela guerra que ocorreu em torno dela e pela fome muito maior de 1958-61. Mesmo em Henan, esse período trágico não é bem lembrado ou falado, com o romancista Liu Zhenyun dizendo que há uma 'amnésia coletiva' na província.
O interesse pelo evento reacendeu nos últimos anos, principalmente com o lançamento do filme Back to 1942, adaptado do romance Remembering 1942 de Liu Zhenyun.